# Draft 2002 de la NFL
2001 2003
La draft 2002 de la NFL est la 67e draft annuelle de la National Football League, permettant aux franchises de football américain de sélectionner des joueurs universitaires éligibles pour jouer professionnels. Elle s'est déroulée entre le 20 et le 21 avril 2002 au Madison Square Garden de New York.

## Draft
La draft se compose de 7 tours ayant, généralement, chacun 32 choix. L'ordre de sélection est décidé par le classement général des équipes durant la saison précédente, donc l'équipe ayant eu le moins de victoires va sélectionner en premier et ainsi de suite jusqu'au gagnant du Super Bowl. Les équipes peuvent échanger leurs choix de draft, ce qui fait que l'ordre peut changer.
Les équipes peuvent enfin recevoir des choix compensatoires. Ces choix sont à la fin des tours et il n'est pas possible pour les équipes de les échanger. Les choix compensatoires sont remis aux équipes ayant perdu plus de joueurs (et de meilleure qualité) qu'ils en ont signés durant la free agency.
- ° : Intronisé au Pro Football Hall of Fame
- † : Joueur sélectionné pour le Pro Bowl

### 1ertour
Les joueurs sélectionnés lors du premier tour de la Draft 2002 de la NFL :
| Choix | Équipe                             | Joueur                | Poste            | Équipe universitaire             | Notes                                        |
| ----- | ---------------------------------- | --------------------- | ---------------- | -------------------------------- | -------------------------------------------- |
| 1     | Texans de Houston                  | David Carr            | Quarterback      | Bulldogs de Fresno State         | ,                                            |
| 2     | Panthers de la Caroline            | Julius Peppers †      | Defensive end    | Tar Heels de la Caroline du Nord |                                              |
| 3     | Lions de Détroit                   | Joey Harrington       | Quarterback      | Ducks de l'Oregon                |                                              |
| 4     | Bills de Buffalo                   | Mike Williams (en)    | Offensive tackle | Longhorns du Texas               |                                              |
| 5     | Chargers de San Diego              | Quentin Jammer (en)   | Cornerback       | Longhorns du Texas               |                                              |
| 6     | Chiefs de Kansas City              | Ryan Sims (en)        | Defensive tackle | Tar Heels de la Caroline du Nord | Cowboys → Chiefs,                            |
| 7     | Vikings du Minnesota               | Bryant McKinnie †     | Offensive tackle | Hurricanes de Miami              |                                              |
| 8     | Cowboys de Dallas                  | Roy Williams †        | Strong safety    | Sooners de l'Oklahoma            | Chiefs → Cowboys                             |
| 9     | Jaguars de Jacksonville            | John Henderson (en) † | Defensive tackle | Volunteers du Tennessee          |                                              |
| 10    | Bengals de Cincinnati              | Levi Jones            | Offensive tackle | Sun Devils d'Arizona State       |                                              |
| 11    | Colts d'Indianapolis               | Dwight Freeney †      | Defensive end    | Orange de Syracuse               |                                              |
| 12    | Cardinals de l'Arizona             | Wendell Bryant (en)   | Defensive tackle | Badgers du Wisconsin             |                                              |
| 13    | Saints de La Nouvelle-Orléans      | Donté Stallworth      | Wide receiver    | Volunteers du Tennessee          |                                              |
| 14    | Giants de New York                 | Jeremy Shockey †      | Tight end        | Hurricanes de Miami              | Titans → Giants,                             |
| 15    | Titans du Tennessee                | Albert Haynesworth †  | Defensive tackle | Volunteers du Tennessee          | Giants → Titans                              |
| 16    | Browns de Cleveland                | William Green         | Running back     | Eagles de Boston College         |                                              |
| 17    | Raiders d'Oakland                  | Phillip Buchanon (en) | Cornerback       | Hurricanes de Miami              | Falcons → Raiders                            |
| 18    | Falcons d'Atlanta                  | T. J. Duckett (en)    | Running back     | Spartans de Michigan State       | Redskins → Raiders, → Falcons                |
| 19    | Broncos de Denver                  | Ashley Lelie          | Wide receiver    | Rainbow Warriors d'Hawaï         |                                              |
| 20    | Packers de Green Bay               | Javon Walker (en) †   | Wide receiver    | Seminoles de Florida State       | Seahawks → Packers,                          |
| 21    | Patriots de la Nouvelle-Angleterre | Daniel Graham (en)    | Tight end        | Buffaloes du Colorado            | Buccaneers → Raiders, → Redskins → Patriots, |
| 22    | Jets de New York                   | Bryan Thomas (en)     | Defensive end    | Blazers de l'UAB                 |                                              |
| 23    | Raiders d'Oakland                  | Napoleon Harris       | Linebacker       | Wildcats de Northwestern         |                                              |
| 24    | Ravens de Baltimore                | Ed Reed ° †           | Free safety      | Hurricanes de Miami              |                                              |
| 25    | Saints de La Nouvelle-Orléans      | Charles Grant (en)    | Defensive end    | Bulldogs de la Géorgie           | Dolphins → Saints,                           |
| 26    | Eagles de Philadelphie             | Lito Sheppard (en) †  | Cornerback       | Gators de la Floride             |                                              |
| 27    | 49ers de San Francisco             | Mike Rumph (en)       | Cornerback       | Hurricanes de Miami              |                                              |
| 28    | Seahawks de Seattle                | Jerramy Stevens       | Tight end        | Huskies de Washington            | Packers → Seahawks                           |
| 29    | Bears de Chicago                   | Marc Colombo (en)     | Offensive tackle | Eagles de Boston College         |                                              |
| 30    | Steelers de Pittsburgh             | Kendall Simmons       | Offensive guard  | Tigers d'Auburn                  |                                              |
| 31    | Rams de Saint-Louis                | Robert Thomas (en)    | Linebacker       | Bruins d'UCLA                    |                                              |
| 32    | Redskins de Washington             | Patrick Ramsey (en)   | Quarterback      | Green Wave de Tulane             | Patriots → Redskins                          |

#### Échanges1ertour
1. ↑    1. 6 Kansas City échange un choix de premier tour en 2002 (no 8), un choix de troisième tour en 2002 (no 75) et un choix de sixième tour en 2003 (no 186) avec Dallas pour le choix de premier tour 2002 (no 6).
2. ↑    1. 8 voir #6 Cowboys → Chiefs
3. ↑    1. 14 Les Giants échangent un choix de premier tour en 2002 (no 15) et un choix de quatrième tour en 2002 (no 110) avec les Titans contre un choix de premier tour en 2002 (no 14).
4. ↑    1. 15 voir #14 Titans → Giants
5. ↑    1. 17 Oakland négocie un choix de premier tour en 2002 (no 18) et un choix de cinquième tour en 2002 (no 158) avec Atlanta pour un choix de premier tour en 2002 (no 17).
6. ↑    1. 18 Oakland échange un choix de premier tour 2002 (no 21) et un choix de troisième tour 2002 (no 89) avec Washington pour un choix de premier tour 2002 (no 18).
7. ↑    1. 18 voir #17 Falcons → Raiders
8. ↑    1. 20 Green Bay négocie un choix de premier tour en 2002 (no 28) et un choix de deuxième tour en 2002 (no 60) avec Seattle pour un choix de premier tour en 2002 (no 20) et un choix de cinquième tour en 2002 (no 156).
9. ↑    1. 21 Oakland reçoit un choix de premier tour 2002 (no 21), un choix de deuxième tour 2002 (no 53), un choix de premier tour 2003 (no 32), un choix de deuxième tour 2004 (no 45) et 8 millions de dollars de Tampa Bay, en échange de l'entraîneur Jon Gruden.
10. ↑    1. 21 voir #18 Redskins → Raiders
11. ↑    1. 21 Les Patriots échangent un choix du premier tour 2002 (no 32), un choix du troisième tour 2002 (no 96) et un choix du septième tour 2002 (no 234) avec les Redskins contre un choix du premier tour 2002 (no 21).
12. ↑    1. 25 La Nouvelle-Orléans échange Ricky Williams et un choix de quatrième tour en 2002 (no 114) avec Miami contre un choix de premier tour en 2002 (no 25), un choix de quatrième tour en 2002 (no 125) et un choix de premier, deuxième ou troisième tour en 2003 (no 18).
13. ↑    1. 28 voir #20 Seahawks → Packers
14. ↑    1. 32 voir #21 Redskins → Patriots

### Joueurs notables sélectionnés aux tours suivants
| Choix | Équipe                        | Joueur                   | Poste           | Équipe universitaire          | Notes              |
| ----- | ----------------------------- | ------------------------ | --------------- | ----------------------------- | ------------------ |
| 37    | Cowboys de Dallas             | Andre Gurode (en) †      | Centre          | Buffaloes du Colorado         |                    |
| 44    | Saints de La Nouvelle-Orléans | LeCharles Bentley (en) † | Centre          | Buckeyes d'Ohio State         |                    |
| 51    | Broncos de Denver             | Clinton Portis †         | Running back    | Hurricanes de Miami           |                    |
| 58    | Eagles de Philadelphie        | Michael Lewis (en) †     | Safety          | Buffaloes du Colorado         |                    |
| 91    | Eagles de Philadelphie        | Brian Westbrook †        | Running back    | Wildcats de Villanova         |                    |
| 94    | Steelers de Pittsburgh        | Chris Hope (en) †        | Free safety     | Seminoles de Florida State    |                    |
| 108   | Jaguars de Jacksonville       | David Garrard †          | Quarterback     | Pirates d'East Carolina       |                    |
| 154   | Jets de New York              | Jonathan Goodwin (en) †  | Offensive guard | Wolverines du Michigan        | Redskins → Jets,   |
| 156   | Packers de Green Bay          | Aaron Kampman †          | Defensive end   | Hawkeyes de l'Iowa            | Seahawks → Packers |
| 242   | Steelers de Pittsburgh        | Brett Keisel †           | Defensive end   | Cougars de BYU                |                    |
| ND    | Ravens de Baltimore           | Bart Scott (en) †        | Linebacker      | Salukis de Southern Illinois  |                    |
| ND    | Cowboys de Dallas             | Billy Cundiff †          | Kicker          | Bulldogs de Drake             |                    |
| ND    | Lions de Détroit              | Eddie Drummond (en) †    | Wide receiver   | Nittany Lions de Penn State   |                    |
| ND    | Giants de New York            | Matt Bryant (en) †       | Kicker          | Bears de Baylor               |                    |
| ND    | Giants de New York            | Ryan Clark (en) †        | Safety          | Tigers de LSU                 |                    |
| ND    | Jets de New York              | Brandon Moore (en) †     | Offensive guard | Fighting Illini de l'Illinois |                    |
| ND    | Steelers de Pittsburgh        | James Harrison †         | Linebacker      | Golden Flashes de Kent State  |                    |

#### Échanges tours suivants
1. ↑    1. 154 Les Jets échangent David Loverne et un choix de draft (peut-être 2002, no 160) avec les Redskins pour un choix de 2002 (no 154).
2. ↑    1. 156 voir #28 Packers → Seahawks